# André Houen
André Houen est un footballeur français né le 7 octobre 1947 à Lille (Nord). 
Ce lillois a débuté naturellement au LOSC Lille, pour faire carrière ensuite à Valenciennes et au Red Star. 
Il évoluait comme ailier aussi bien sur le flanc gauche que droit.

## Carrière de joueur
- 1966-1969 : LOSC Lille
- 1969-1971 : US Valenciennes Anzin (division 1 et division 2)
- 1971-1974 : Red Star (en division 1 et division 2)
- 1975-1977 : SC Hazebrouck (en division 2)[1]

## Palmarès
- International junior, espoir et militaire.